# Pterastericola psilastericola
Pterastericola psilastericola is een platworm (Platyhelminthes). De worm is tweeslachtig. De soort leeft in het zoute water.
Het geslacht Pterastericola, waarin de platworm wordt geplaatst, wordt tot de familie Pterastericolidae gerekend. De wetenschappelijke naam van de soort werd voor het eerst geldig gepubliceerd in 1972 door Jespersen & Luetzen.